# Dorge Kouemaha
Dorge Kouemaha (Loum, 28 giugno 1983) è un ex calciatore camerunese, di ruolo attaccante.

## Carriera

### Club
Cresciuto in squadre camerunensi, nel 2004 si trasferisce in Europa dove gioca nei greci dell'Aris Salonicco. Nel 2006 passa agli ungheresi del Tatabánya dove resta per due stagioni, prima di trasferirsi al Debrecen.
Nel 2008 approda ai tedeschi del Duisburg segnando 15 reti in campionato. La stagione successiva passa ai belgi del Club Bruges dove segna con continuità in campionato (arrivando terzo nella classifica dei cannonieri belga), in Europa League decisiva è stata la sua doppietta il 5 novembre 2009 in trasferta nel 4-2 sul Partizan Belgrado e la rete nel 1-0 sul Valencia del 18 febbraio 2010.

### Nazionale
Kouemaha ha debuttato nella Nazionale del Camerun nel 2008. È stato selezionato tra i 30 pre-convocati ai Mondiali di Sudafrica 2010.

## Palmarès

### Club

#### Competizioni nazionali
- Coppa d'Ungheria: 1

Debrecen: 2007-2008